# Sesil Karatáncheva
Sesil Karatáncheva (en búlgaro: Сесил Каратанчева; Sofía, Bulgaria, 8 de agosto de 1989) es una tenista búlgara. Reside en Astaná, y desde 2009 a 2014 compitió por Kazajistán.
En 2005, Karatáncheva dio positivo por nandrolona, tras dos años y medio fuera de las canchas, volvió en 2008.

## Títulos WTA

### Dobles: 1 (0-1)
| Leyenda                                      |
| -------------------------------------------- |
| Grand Slam (0–0)                             |
| WTA Tour Championships (0–0)                 |
| Tier I / Premier Mandatory & Premier 5 (0–0) |
| Tier II / Premier (0–0)                      |
| Tier III, IV & V / International (0–1)       |

| Finales por superficie |
| ---------------------- |
| Dura (0–0)             |
| Hierba (0–0)           |
| Tierra batida (0–1)    |

#### Finalista (1)
| N.º. | Fecha               | Torneo               | Superficie    | Pareja       | Oponentes en la final            | Resultado |
| ---- | ------------------- | -------------------- | ------------- | ------------ | -------------------------------- | --------- |
| 1.   | 20 de julio de 2008 | Bad Gastein, Austria | Tierra batida | Natasa Zoric | Andrea Hlavackova Lucie Hradecka | 3–6, 3–6  |

## Títulos ITF

### Singles: 9
| $100,000 tournaments          |
| $75,000 / $80,000 tournaments |
| $50,000 / $60,000 tournaments |
| $25,000 tournaments           |
| $10,000 / $15,000 tournaments |

| N.º | Fecha                    | Categoría | Torneo                            | Superficie    | Rival                       | Resultado     |
| --- | ------------------------ | --------- | --------------------------------- | ------------- | --------------------------- | ------------- |
| 1.  | 28 de septiembre de 2003 | $10,000   | Volos, Greece                     | Carpet        | Tsvetana Pironkova          | 6–4, 2–6, 6–2 |
| 2.  | 19 de octubre de 2003    | $10,000   | Carcavelos, Portugal              | tierra batida | Rosa María Andrés Rodríguez | 7–5, 6–3      |
| 3.  | 14 de diciembre de 2003  | $50,000   | Shenzhen, China                   | Dura          | Zheng Jie                   | 7–5, 1–6, 6–3 |
| 4.  | 5 de diciembre de 2004   | $50,000   | Palm Beach Gardens, United States | tierra batida | Sania Mirza                 | 3–6, 6–2, 7–5 |
| 5.  | 20 de enero de 2008      | $25,000   | Surprise, United States           | Dura          | Angela Haynes               | 6–2, 4–6, 6–4 |
| 6.  | 3 de febrero de 2008     | $25,000   | La Quinta, United States          | Dura          | Sandra Klösel               | 6–4, 7–5      |
| 7.  | 13 de noviembre de 2011  | $75,000   | Phoenix, United States            | Dura          | Michelle Larcher de Brito   | 6–1, 7–5      |
| 8.  | 17 de septiembre de 2017 | $60,000   | Las Vegas, United States          | Dura          | Elitsa Kostova              | 6–4, 4–6, 7–5 |
| 9.  | 17 de febrero de 2019    | $25,000   | Surprise, United States           | Dura          | Cori Gauff                  | 5-7 6-3 6-1   |